# قصر دروتنينغهولم
قصر دروتنينغهولم الملكي (بالإنجليزية: Drottningholm Palace)‏ هو قصر يقع في دروتنينغهولم على إحدى جزر بحيرة مالار ويشكّل بقصره ومسرحه العائد إلى عام 1766 والذي حافظ تماماً على حالته وجناحه الصيني وحدائقه النموذج الأفضل للمساكن الملكية التي ميّزت أوروبا الشمالية في القرن الثامن عشر والتي شيدت بإيحاء من نموذج قصر فرساي.

## معرض صور

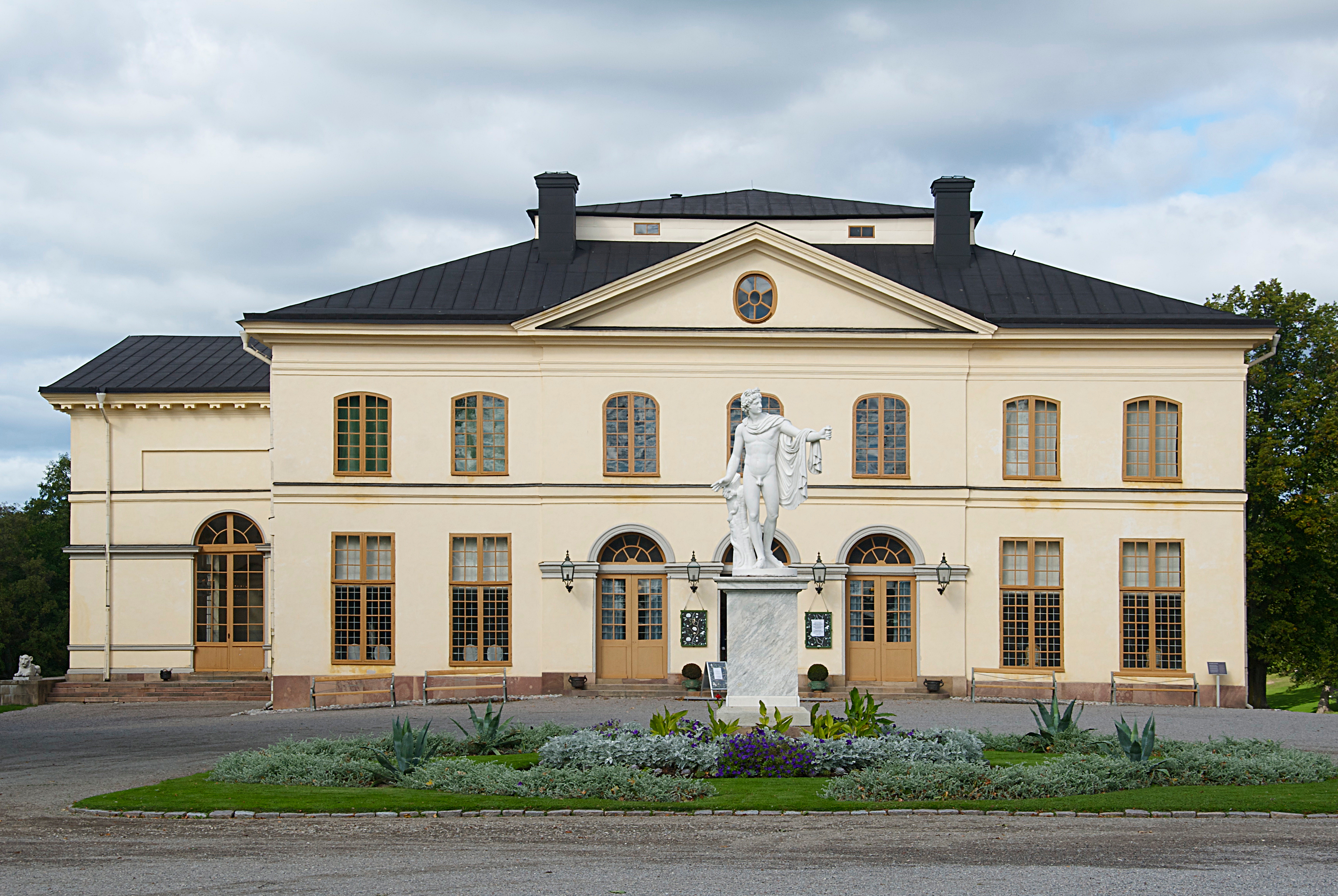
منظر أمامي للقصر
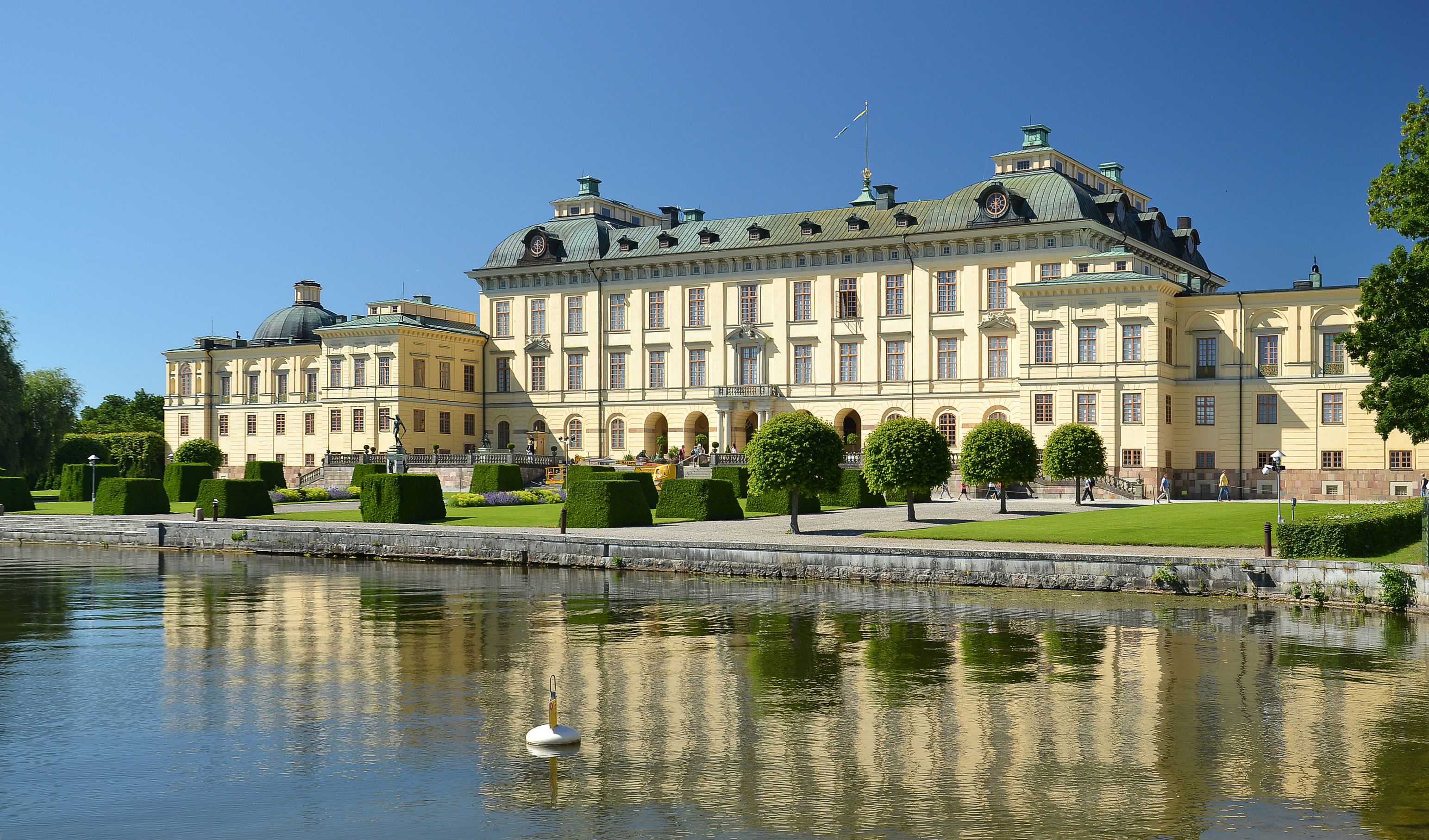
أطلالة على بحيرة
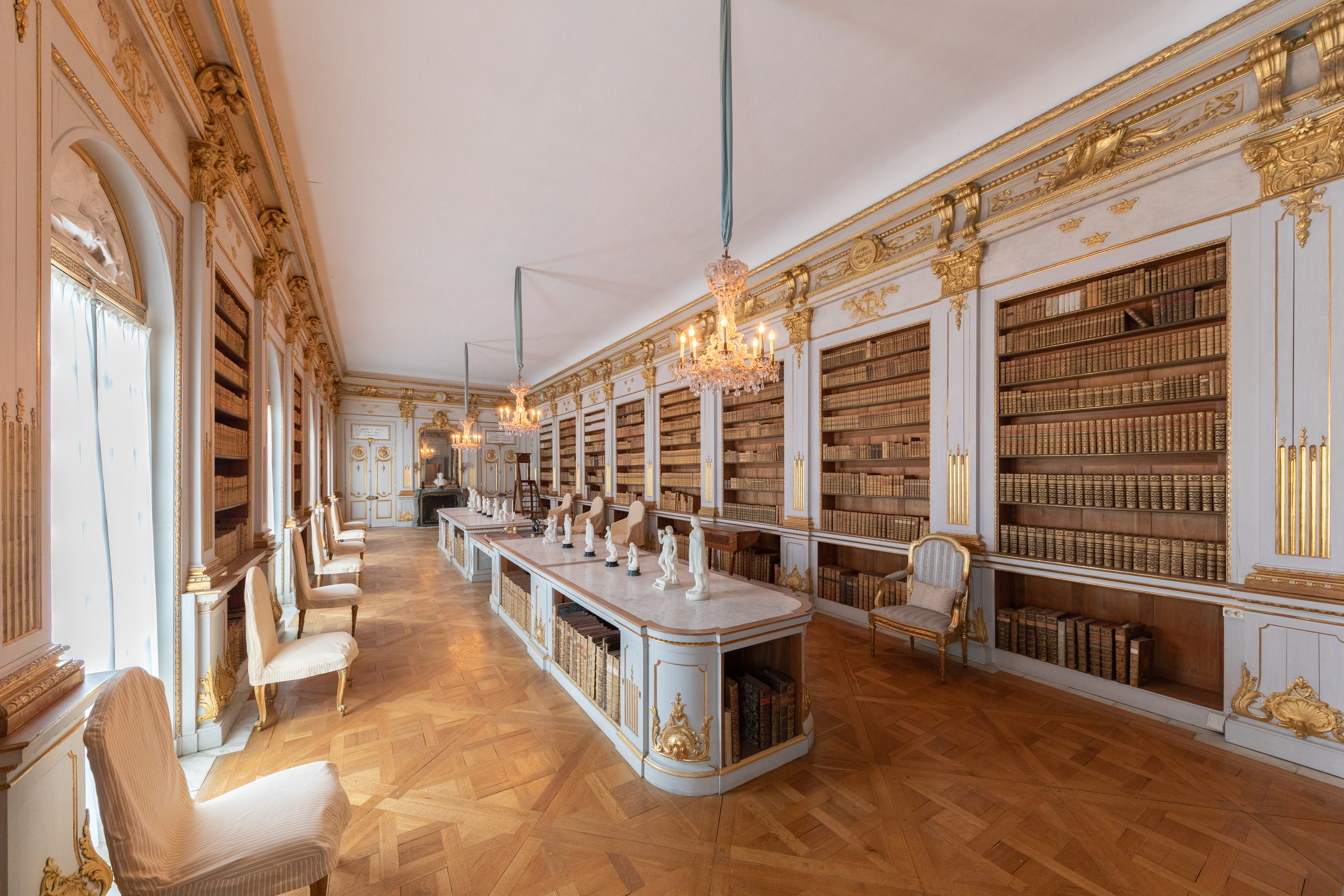
القصر من الداخل
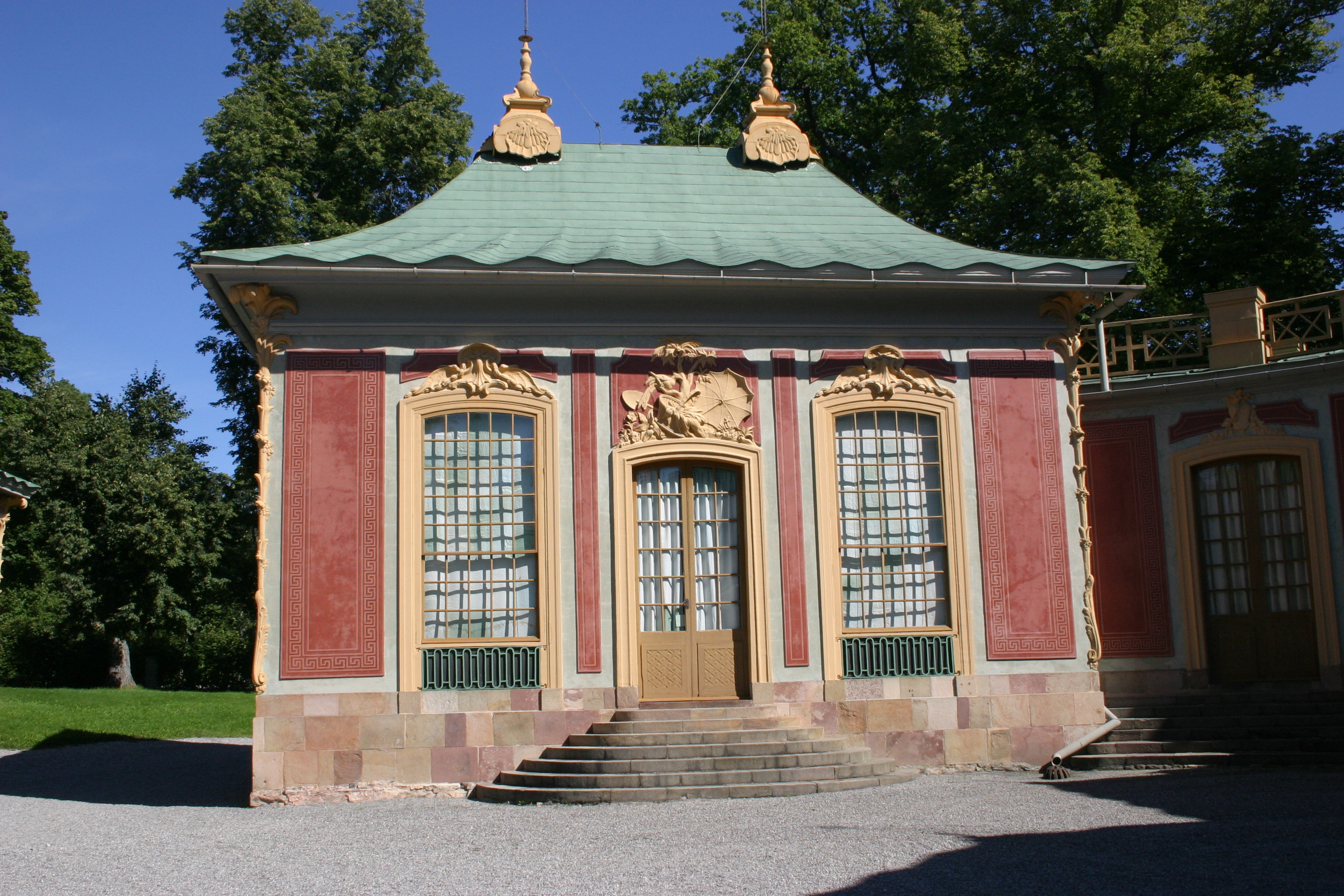
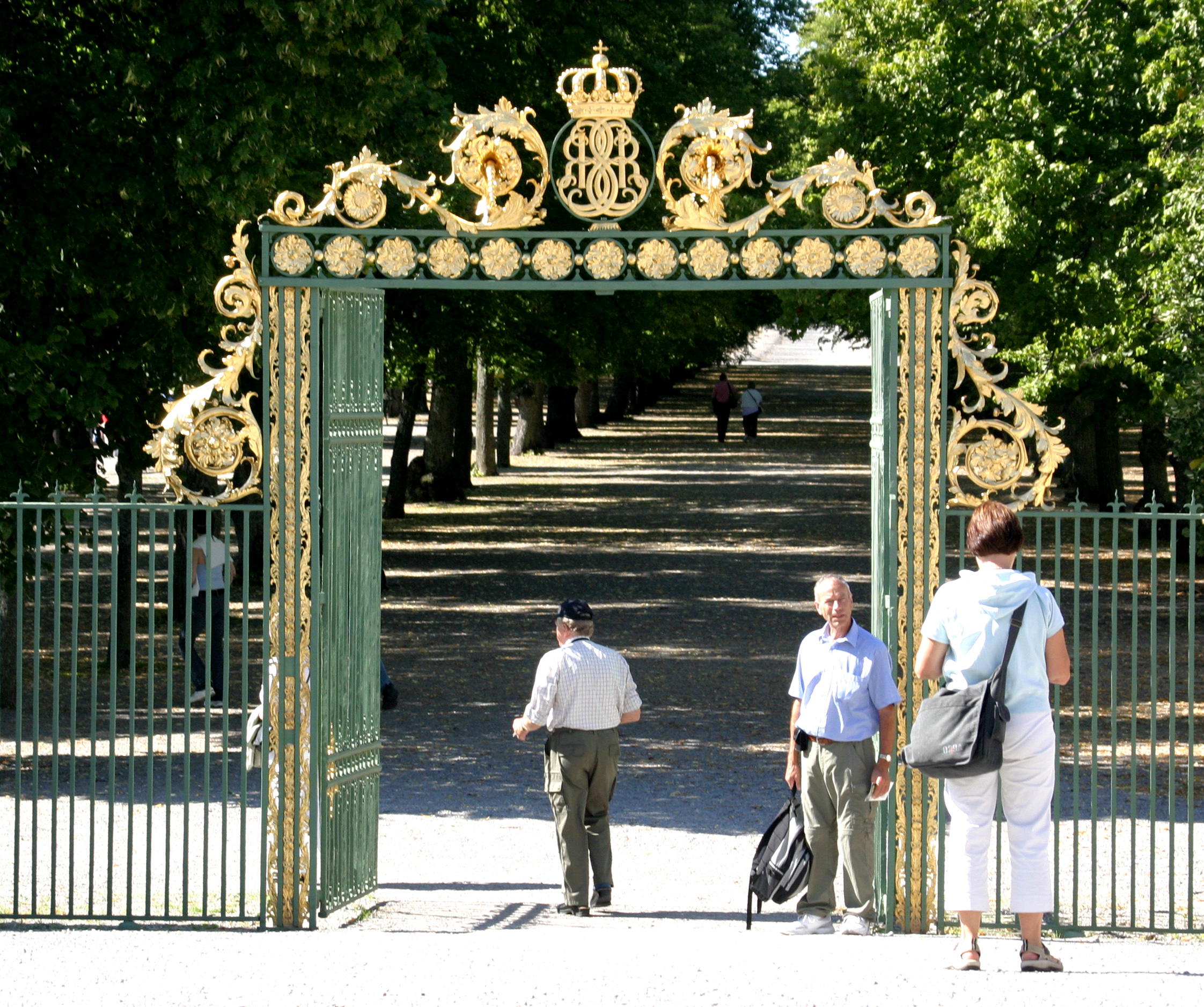
بوابة القصر
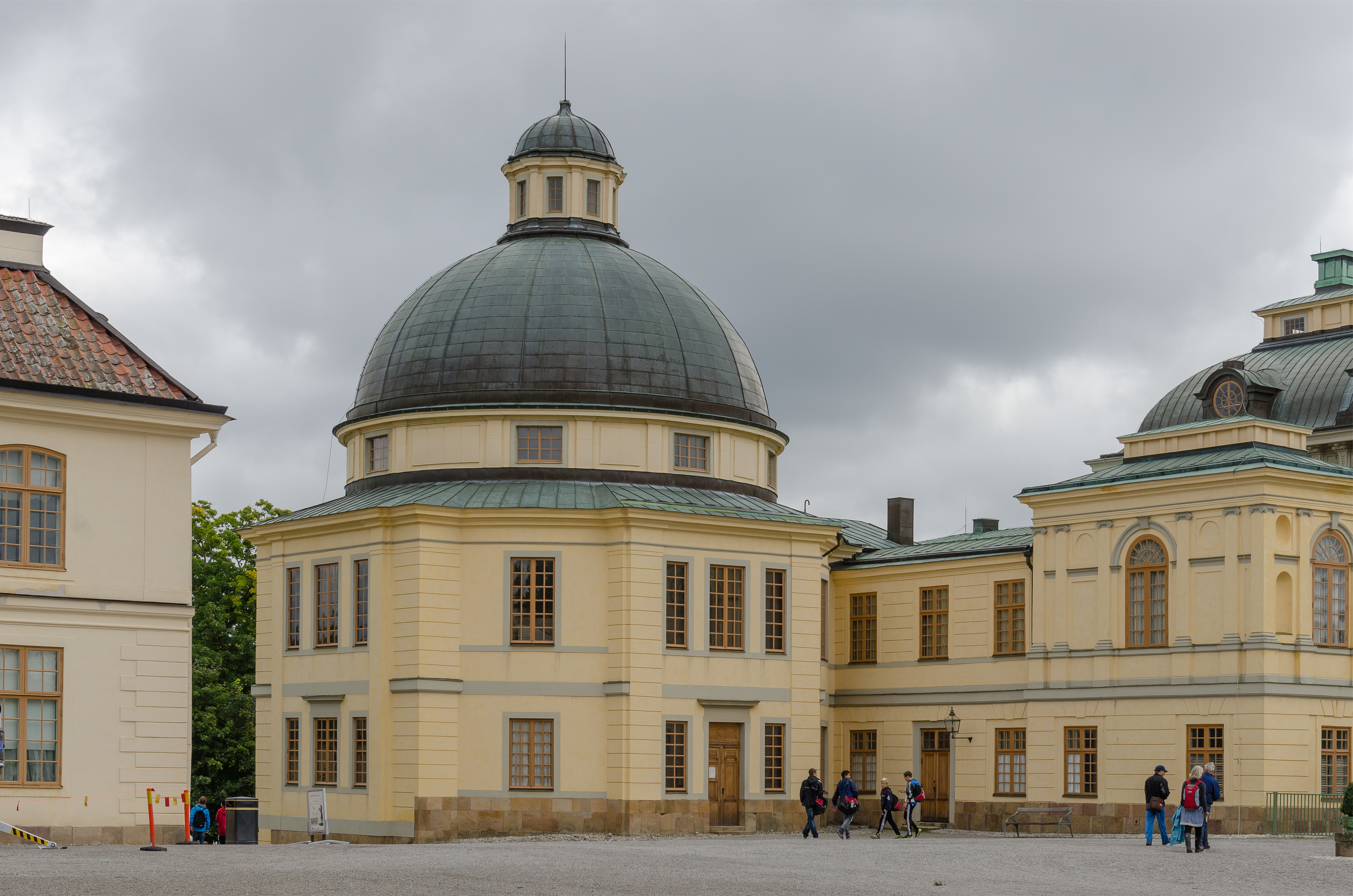
جانب آخر من القصر
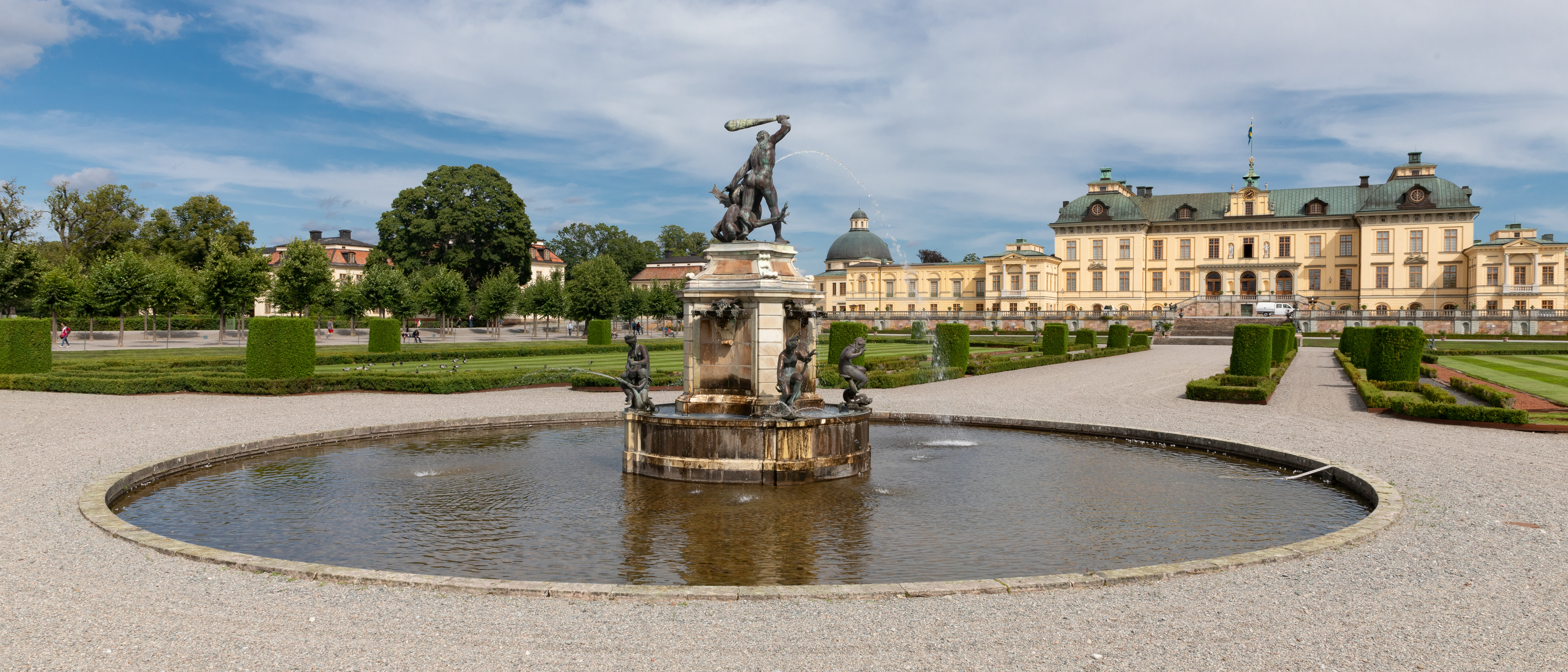
نافورة القصر
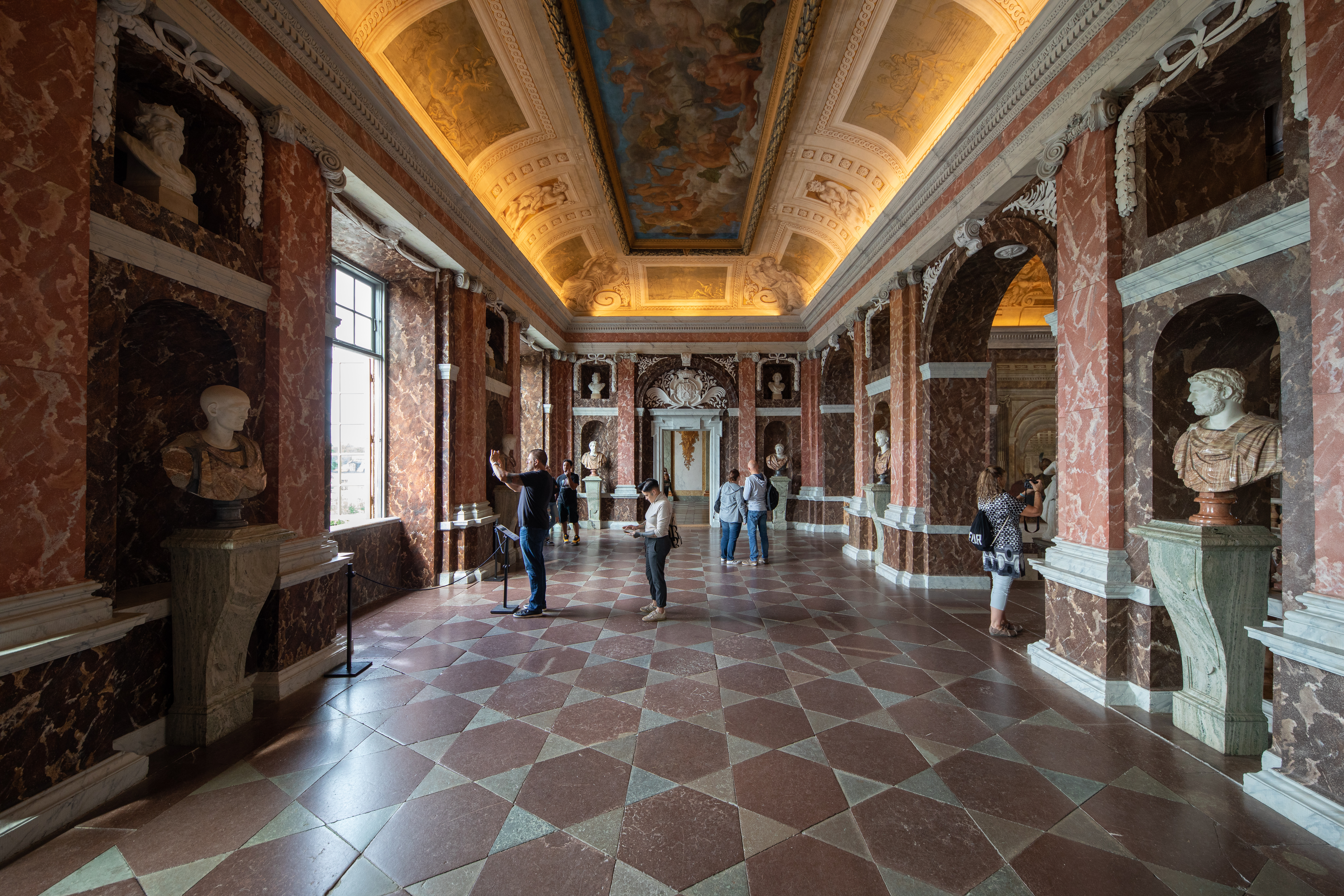
تريبنهاوس
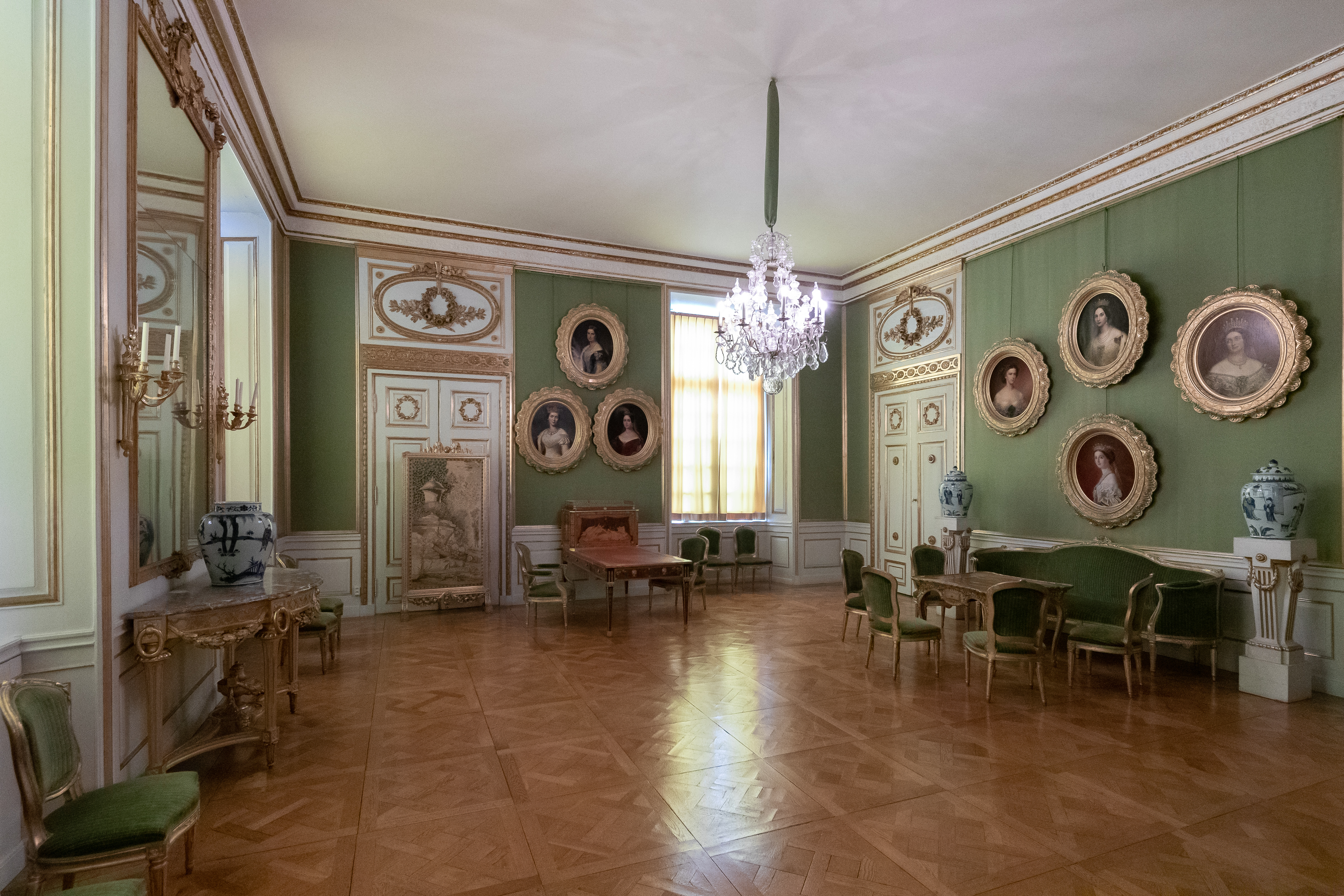
القاعة الخضراء
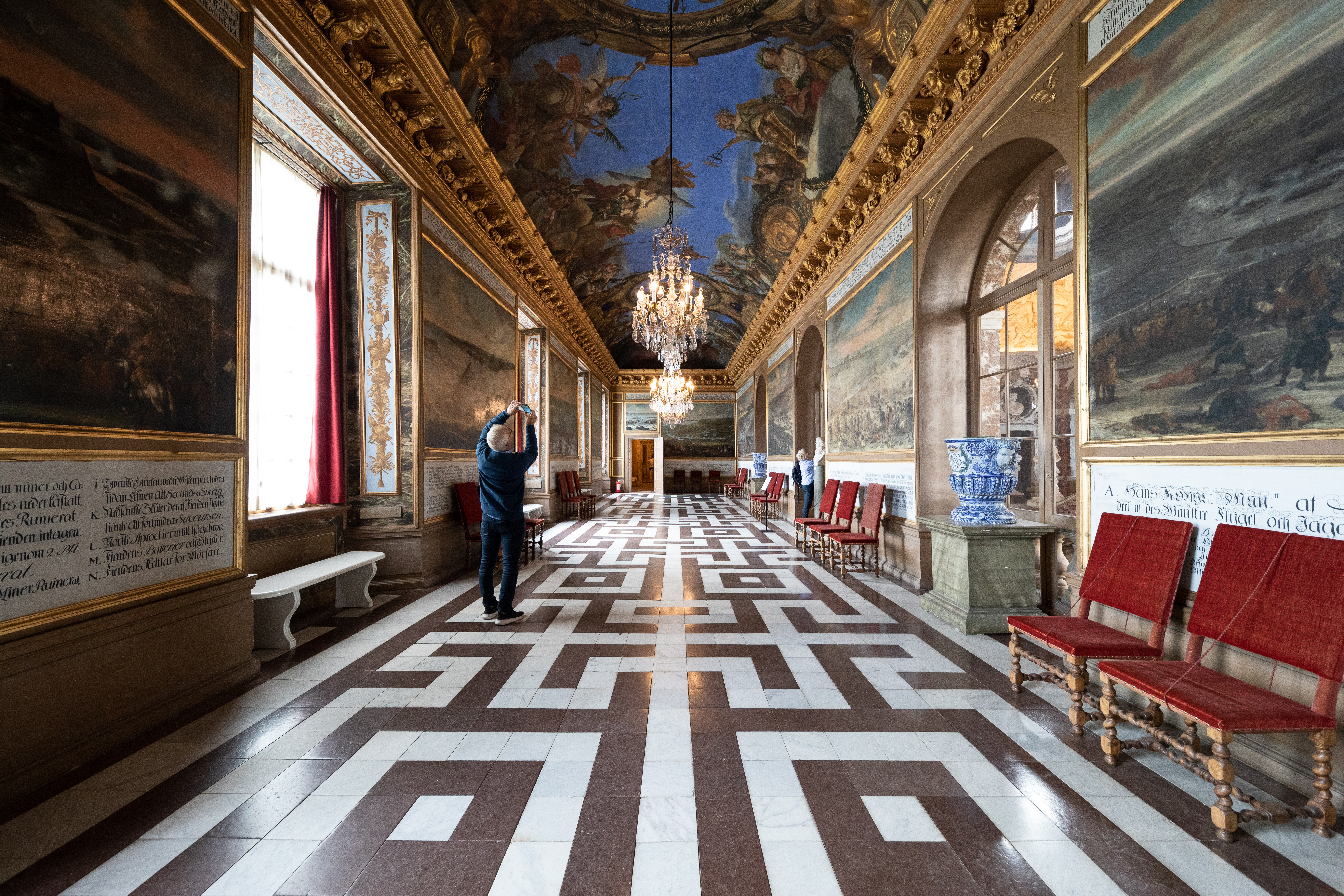
معرض كارل الحادي عشر

## أعلام
- أولوف فون دالين
- مادلين
- غوستاف الخامس ملك السويد